# Notoscopelus caudispinosus
Notoscopelus caudispinosus es una especie de pez del género Notoscopelus.

## Descripción
Presenta 24-27 radios blandos dorsales, 19-21 radios blandas anales, ausencia de espinas dorsales y anales. La especie cuenta con una cabeza comprimida, con un cuerpo cuya longitud máxima es de unos 140 mm (5,5 pulgadas). La boca se extiende hacia atrás, justo hasta la parte trasera del ojo. Los dientes son pequeños, presenta además grupos de fotóforos (pequeños órganos de luz) en la cabeza y a los lados del cuerpo. Por encima del pedúnculo caudal hay una fila de ocho a nueve segmentos luminosos. Difiere de especies estrechamente relacionadas ya que poseen menos de 15 branquiespinas.

## Distribución
Esta especie tiene una amplia distribución oceánica en hábitats de aguas profundas. Se encuentra en el Atlántico oriental, entre el ecuador, pero se ausenta en el golfo de Guinea y la costa de Mauritania. También está presente en el Atlántico occidental, en el mar Caribe y el golfo de México, y en partes de la India y el océano Pacífico. Por lo general se pasa el día a profundidades mayores a 1000 m (3300 pies), y en la noche entre 60 y 125 m (200 y 410 pies).